# Pierre Lucciana
Pour l’article homonyme, voir Lucciana.
Pierre Mathieu Lucciana, connu sous le nom de Petru Lucciana, dit Vattelapesca est un écrivain en langue corse né à Bastia le 28 mai 1832 et mort à Bastia le 2 janvier 1909. Il est professeur d'allemand au lycée de Bastia (aujourd'hui collège Simon Vinciguerra). Il a écrit de nombreuses poésies, mais surtout des comédies, ce qui en fait le précurseur du théâtre en langue corse.

## Biographie
Petru Lucciana est né à Bastia le 28 mai 1832, rue Chanoine Letteron, dans le quartier de Terravechja, près du Vieux-Port. Il était professeur d'allemand au lycée de Bastia, aujourd'hui collège Simon Vinciguerra entre 1855 et 1886. Il a écrit des poèmes et des pièces de théâtre. Petru Lucciana publie ses comédies dans la presse locale. En 1904, il fonde la société littéraire Cirnea, comme il le dit, "défendre la langue corse contre l'invasion de tout élément étranger".
Petru Lucciana décède à Bastia le 2 janvier 1909.

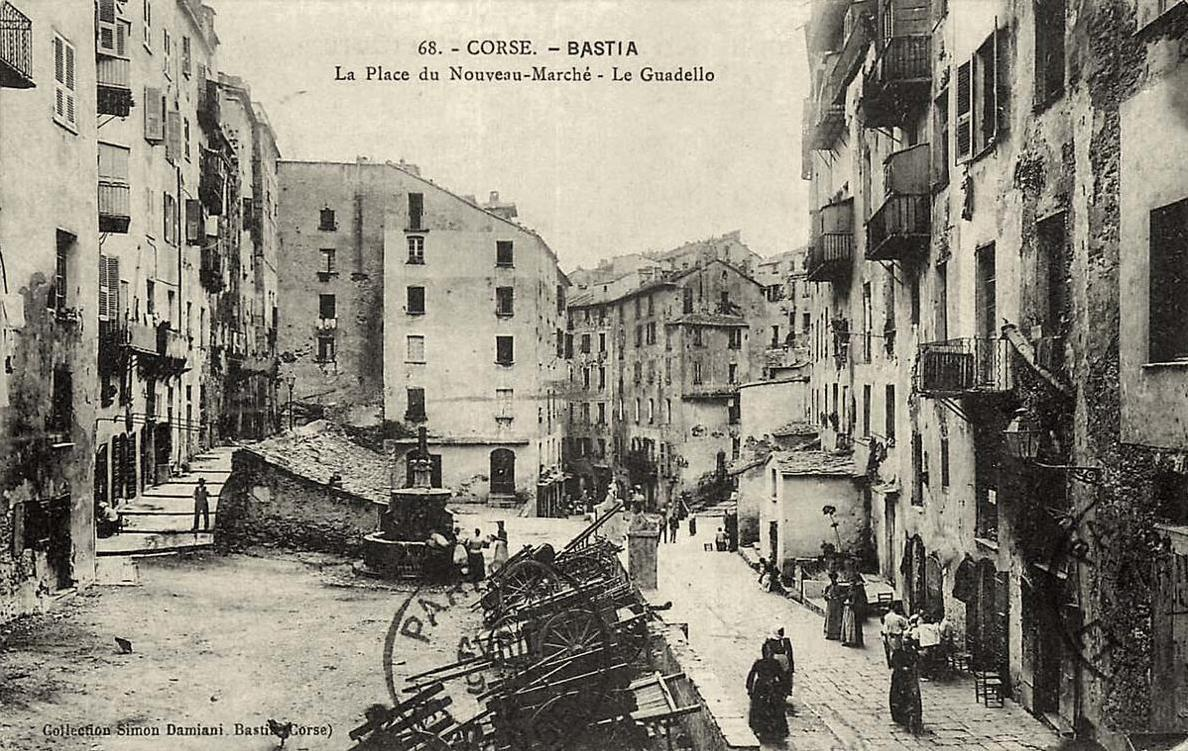
L'ancienne "Place du Nouveau marché", aujourd'hui Place Vattelapesca

### Pseudonyme
Petru Lucciana prend le surnom de "Vattelapesca", que l'on peut traduire par "va savoir !", comme un pied de nez à la prétention littéraire.

### Hommages
Une place a été baptisée en son honneur dans le quartier du Vieux-Port de Bastia, la place Vattelapesca (dont l'ancien nom était "place du nouveau marché").
Une plaque honorant sa mémoire est visible au numéro 15 de la rue César Campinchi à Bastia.

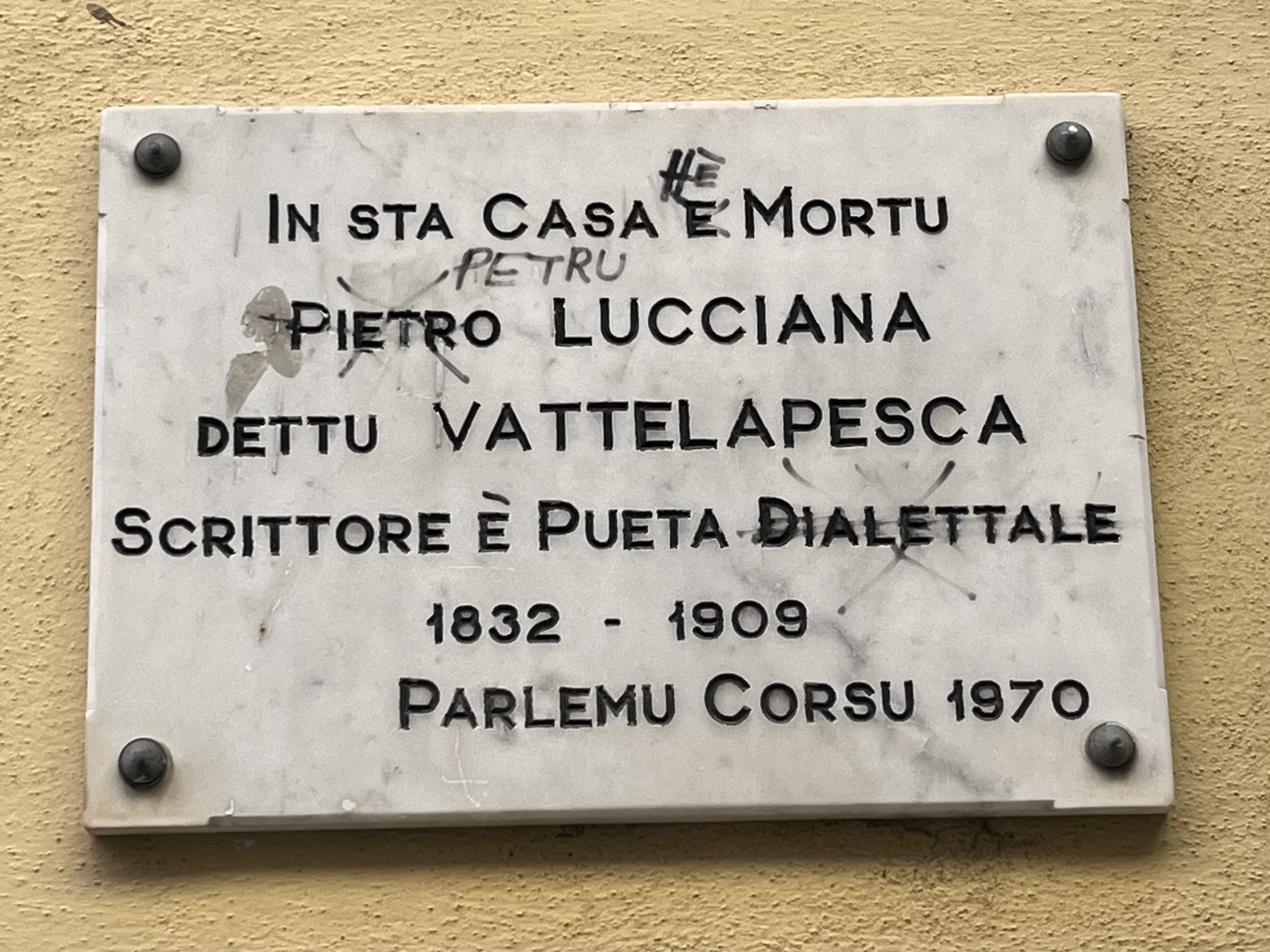
La plaque aposée au numéro 15 de la rue César Campinchi à Bastia

## Œuvres
- Versi italiani e corsi, (1887)[5] : A u lettore, L'odori di Bastia, I gridi di Bastia, U levecciu, Bellu è bruttu, Bastia, À Bastia, Antone, Fiffina, L'avvucatu B., Un matrimoniu à a Punta, A a funtana, U vieggatore.
- In cità, Bastia, Ollagnier, 1889
- U trionfu di Vuffalevalle, Bastia, Ollagnier, 1889
- Laura puetessa, Bastia, Ollagnier, 1890
- Cunversione, Bastia, Ollagnier, 1890
- Puesia e prosa, Bastia, Ollagnier, 1890
- A Signora Pirichiocchiula, Bastia, Ollagnier, 1891
- A vechjaia, L'annu novu, Un muntagnolu, Lamentu d'una viduvella, Un zitellu, Ziu Mattè : publiés dans la revue L'Annu Corsu[6]
- E tribulazione d'u sciò Filippu, Bastia, Ollagnier, 1891
- U pruprietariellu, Bastia, Ollagnier, 1892
- A civittola, 1892
- Un scemmu, Bastia, Ollagnier, 1894
- E curnacchie, Bastia, Ollagnier, 1896
- Pü-Ang, Bastia, Ollagnier, 1901
- Per un fruscettu !, Bastia, Ollagnier, 1902
- Un cuncertu scuncertante. Un congressu di serbe, Bastia, Ollagnier, 1902
- U Sciò Uncinu, Bastia, Ollagnier, 1903
- Maria Gentile, Dramma lirico in quattro quadri, Bastia, Stamperia C. Piaggi, 1906

### Traduction italienne
- W. Goethe (1872) Arminius et Dorothée : poème, traduction de Petru Lucciana, Bastia : Fabiani